# 橙花水竹叶
橙花水竹叶（学名：Murdannia citrina）是鸭跖草科水竹叶属的植物，为中国的特有植物。分布在中国大陆的广西等地，常生长在水旁及稻田，目前尚未由人工引种栽培。
其种加词“citrina”意为“橙色的”。